# Verneuil-sur-Vienne
Verneuil-sur-Vienne är en kommun i departementet Haute-Vienne i regionen Nouvelle-Aquitaine i västra Frankrike. Kommunen ligger i kantonen Aixe-sur-Vienne som tillhör arrondissementet Limoges. År 2022 hade Verneuil-sur-Vienne 4 940 invånare.

## Befolkningsutveckling
Antalet invånare i kommunen Verneuil-sur-Vienne
| Referens: INSEE |